# Marconi Durán
Pour les articles homonymes, voir Montoya.
Marconi Durán Montoya, né le 21 novembre 1980 à Zarcero, est un coureur cycliste costaricien.

## Palmarès
- 2002
  - 4e étape du Tour du Costa Rica
  - 3e du Tour du Costa Rica
- 2003
  -  Champion du Costa Rica sur route
  - 2e du Tour du Costa Rica
- 2005
  - 3e du Tour du Nicaragua
- 2006
  - 2e étape du Tour de San Carlos
  - 3e du Tour de Zamora
- 2007
  - Expo San Isidro Labrador :
    - Classement général
    - 1re étape

  - 2e (contre-la-montre par équipes) et 4e étapes du Tour du Nicaragua
  - 5e étape du Tour de San Carlos (contre-la-montre par équipes)
  - 11e étape du Tour du Costa Rica
  - 2e du Tour du Nicaragua
  - 3e du championnat du Costa Rica sur route
- 2008
  - 1re (contre-la-montre par équipes), 4e et 8e étapes du Tour du Costa Rica
  - 3e du championnat du Costa Rica sur route
- 2009
  - Clásica Poas :
    - Classement général
    - 1re étape (contre-la-montre)

  - Clásica San Rafael de Oreamuno :
    - Classement général
    - 3e étape (contre-la-montre)
- 2010
  - Clásica Poas :
    - Classement général
    - 1re étape (contre-la-montre)
- 2011
  - 2e étape de la Clásica Poas
  - 2e étape de la Clásica Chorotega
  - 5e étape du Tour de San Carlos
  - Vuelta a Occidente :
    - Classement général
    - 1re étape (contre-la-montre)

  - 2e du Tour de San Carlos
  - 3e de la Clásica Poas
- 2013
  - 1re étape de la Copa Guanacasteca
  - 2e étape du Tour de Guanacaste
  - 4e étape de la Vuelta a Chiriquí (contre-la-montre par équipes)

## Classements mondiaux
| Année            | 2005 | 2006 | 2007 | 2008 | 2009 | 2010 | 2011 | 2012 | 2013 |
| ---------------- | ---- | ---- | ---- | ---- | ---- | ---- | ---- | ---- | ---- |
| UCI America Tour |      | 321e | 66e  | 87e  | 120e | 403e |      | 182e | 248e |
| UCI Europe Tour  | 793e |      |      |      |      |      |      |      |      |